# مهمانی هیولا
رقص هیولا (به انگلیسی: Monster's Ball) نام فیلم درامی است که در سال ۲۰۰۱ به کارگردانی مارک فورستر ساخته شد. این فیلم موفق شد در رشتهٔ بهترین فیلم‌نامهٔ غیراقتباسی نامزد جایزه اسکار شود. همچنین هلی بری برای بازی در این فیلم، جایزه اسکار بهترین بازیگر نقش اول زن را از آنِ خود کرد.